# Nihonga

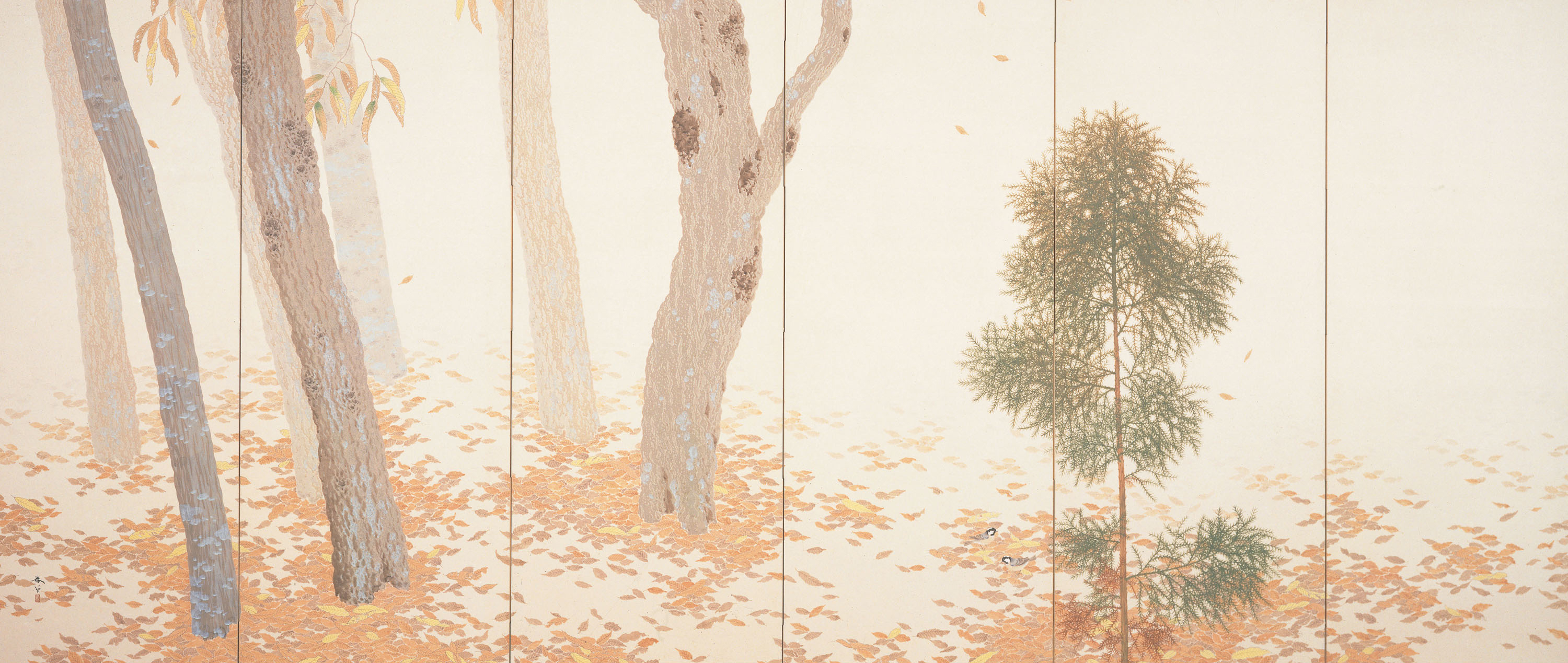
Rakuyō (落葉, Folhas Caídas) por Hishida Shunsō, Propriedade Cultural Importante (1909)

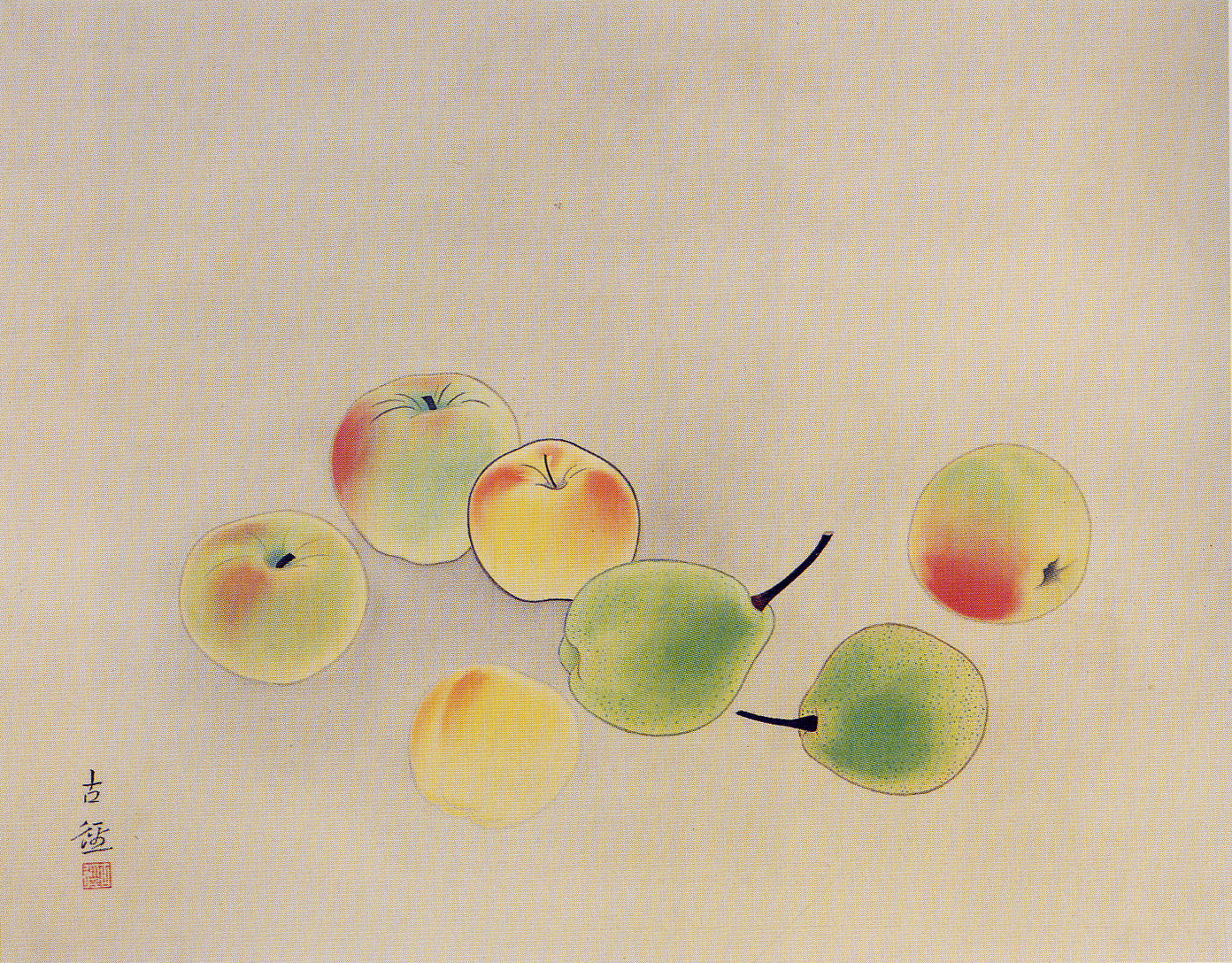
Frutas por Kobayashi Kokei (1910)

Enbu (炎舞, a Dança das Chamas) por Gyoshū Hayami, Propriedade Cultural Importante (1925)

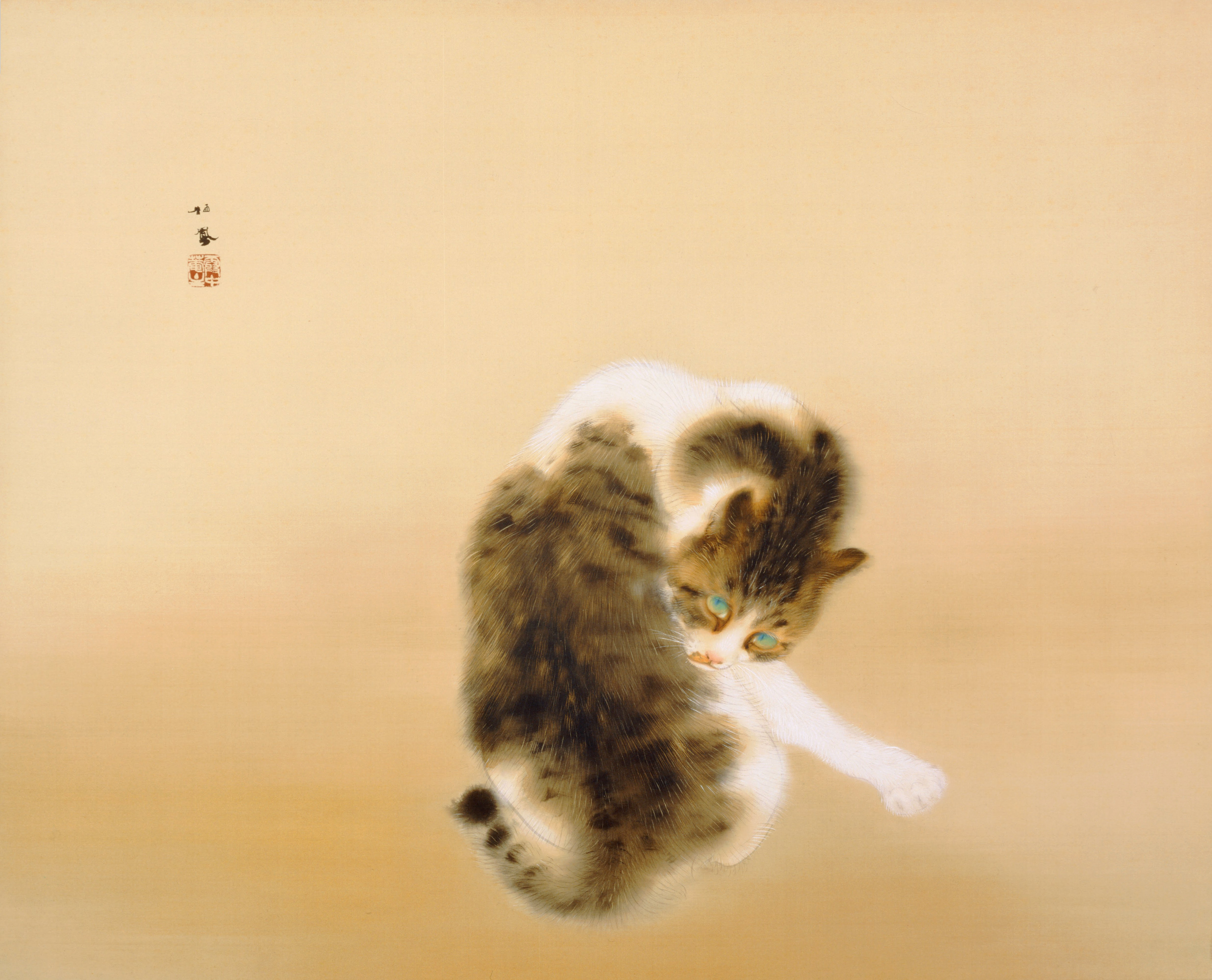
Madaraneko (斑猫, Gato Malhado) por Takeuchi Seihō, Propriedade Cultural Importante (1924)

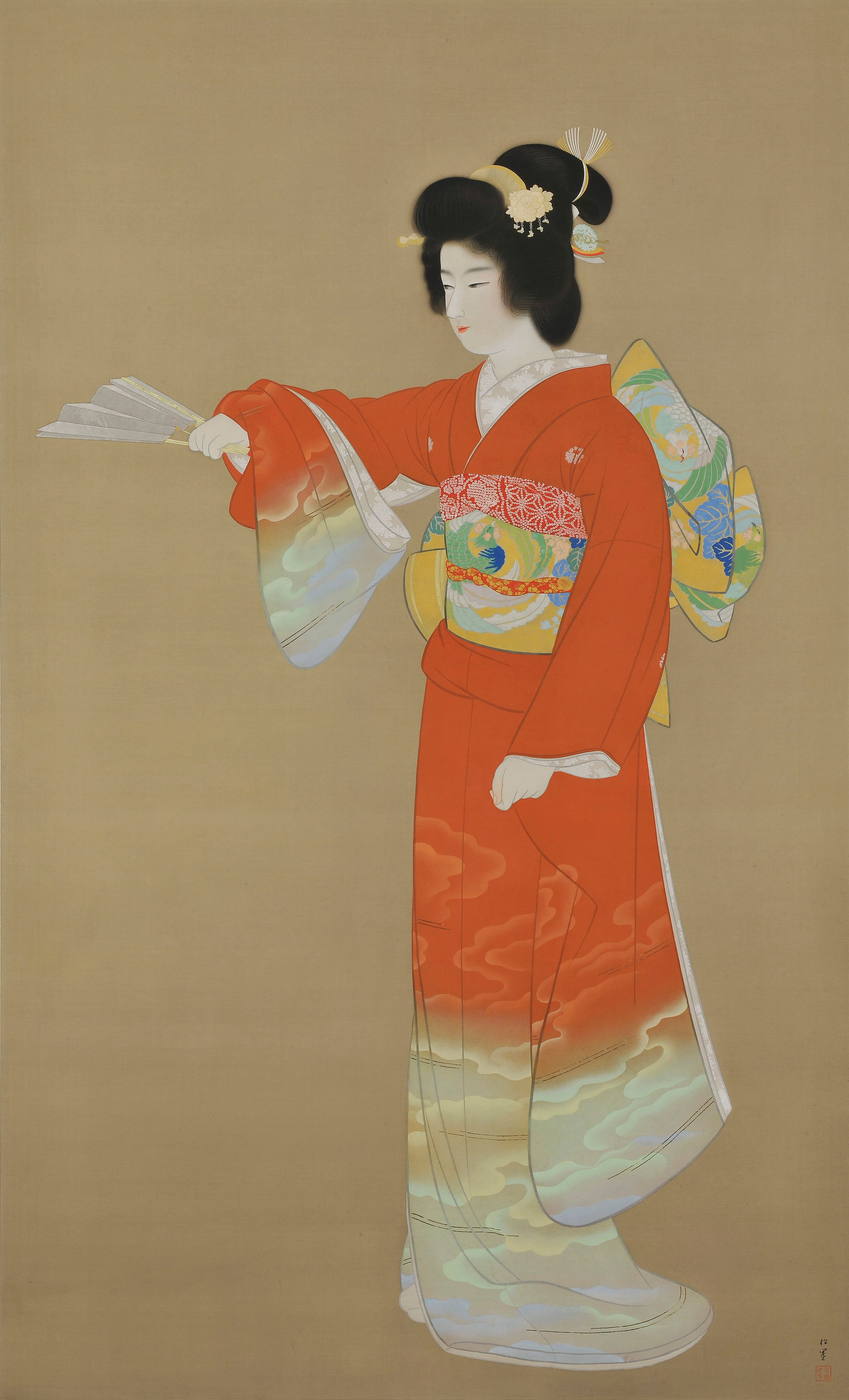
Jo no Mai (序の舞, Prelúdio da Dança Noh) por Uemura Shōen (1936)

Nihonga (日本画, "pinturas de estilo Japonês") são pinturas que foram feitas em conformidade com as convenções artísticas, técnicas e materiais tradicionais japoneses. Apesar de baseado em tradições de mais de mil anos de idade, o termo foi cunhado no período Meiji do Japão Imperial, para distinguir tais obras das pinturas de estilo ocidental, ou Yōga (洋画).

## História
O impulso para renovar a pintura tradicional através do desenvolvimento de um estilo japonês mais moderno, vindo principalmente de muitos artistas/educadores, que incluiu; Shiokawa Bunrin, Kōno Bairei, Tomioka Tessai, e os críticos de arte Okakura Kakuzō e Ernest Fenollosa que tentou combater a atração do Japão Meiji  pela cultura Ocidental, enfatizando para os japoneses a importância e a beleza das artes tradicionais nativas japonesas. Estes dois homens desempenharam papéis importantes no desenvolvimento do currículo nas principais escolas de arte, e incentivaram e patrocinaram artistas.
Nihonga não era simplesmente uma continuação das antigas tradições de pintura . Em comparação com Yamato-e a gama de assuntos  se ampliou. Além disso, elementos estilísticos e técnicos  de várias escolas tradicionais, tais como o Kanō-ha, Rinpa e Maruyama Ōkyo foram misturados. A distinção que existia entre as escolas no período Edo , foram minimizadas.
No entanto, em muitos casos  artistas de Nihonga também adotaram técnicas realistas de pintura ocidental, tais como perspectiva e sombreamento. Devido a esta tendência a sintetizar, embora Nihonga forme uma categoria distinta dentro das exposições anuais Nitten, nos últimos anos, tornou-se cada vez mais difícil estabelecer uma nítida separação em técnicas ou materiais entre Nihonga e Yōga.
O artista Hisashi Tenmyouya (b. 1966) desenvolveu um novo conceito de arte, em 2001, chamado "Neo-Nihonga".

### Desenvolvimento fora do Japão
Nihonga tem uma gama de seguidores em todo o mundo; entre os artistas notáveis do Nihonga  que não são baseados no Japão  estão Hiroshi Senju, a artista canadense Miyuki Tanobe, as americanas Makoto Fujimura e Judith Kruger,  o indiano Madhu Jain. A artista Yiching Chen, de Taiwan, ministra workshops em Paris.
Judith Kruger iniciou e ensinou o curso "Nihonga: Then and Now" na Escola do Instituto de Arte de Chicago e no Departamento de Assuntos Culturais de Savannah, Geórgia.

## Materiais
Nihonga normalmente é executado em washi (papel Japonês) ou eginu (seda), com o uso de pincéis. As pinturas podem ser monocromáticas ou policromáticas. Se monocromático, normalmente sumi (tinta chinesa) feita a partir de fuligem misturada com  cola de espinha de peixe ou de couro do animal é usada. Se policrômica, os pigmentos são derivados a partir de ingredientes naturais: minerais, conchas, corais, e até mesmo pedras semi-preciosas como a malaquita, a azurite e o cinábrio. As matérias-primas são trituradas em pó de 16 gradações,de textura fina para granulosa. Uma cola solução, chamada nikawa, é usada como um ligante para estes pigmentos em pó. Em ambos os casos, água é usada; daí nihonga é, na verdade, um meio à base de água . Gofun ( pó de carbonato de cálcio que é feita a partir de conchas curadas de ostras, amêijoas ou vieira) é um importante material utilizado na nihonga. Diferentes tipos de gofun são utilizados como base para pintura, e como uma camada de tinta superior branca e fina.
Inicialmente, nihonga foram produzidos para pergaminhos suspensos (kakemono), pergaminhos de mão (emakimono), portas de correr (fusuma) ou biombos (byōbu). No entanto, a maioria agora é produzida em papel esticados em painéis de madeira, adequado para o enquadramento.  Pinturas Nihonga não precisam ser colocados sob vidro. 

## Técnicas
No Nihonga monocromático, a técnica depende da modulação de tons de tinta do escuro ao claro para obter uma variedade de sombras, do quase branco, através de tons de cinza para o preto e, ocasionalmente, tons esverdeados para representar árvores, água, montanhas ou folhagem. No Nihonga policromático, grande ênfase é colocada sobre a presença ou ausência de contornos; normalmente, os contornos não são utilizados para representações de aves ou plantas. Ocasionalmente, lavagens e camadas de pigmentos são usados para fornecer efeitos contrastantes, e, mais ainda, ocasionalmente, folheado de ouro ou de prata  podem também ser incorporados a pintura.